# William Robinson
William Robinson ( * 5 de julio 1838 - 17 de mayo 1935 ) fue un naturalista irlandés jardinero práctico, periodista cuyas ideas sobre los jardines silvestres empujaron el movimiento a favor del cottage garden inglés, en paralelo a la búsqueda de una simplicidad de buen gusto y honestidad para el estilo vernáculo del movimiento británico de Arts and Crafts. Robinson está acreditado como un practicante pionero de la mezcla de bordes de herbáceas con planta perennes, hacia un "jardín natural", que se uniría con el patrón de jardín victoriano de esquemas de plantaciones Sus nuevos puntos de vista paisajistas de Robinson ganaron popularidad a través de sus revistas y varios libros, particularmente The Wild Garden y The English Flower Garden.
Robinson abogaba por plantaciones más naturales y menos formales, de perennes, arbustos, y enredaderas, y reaccionando contra la Alta Jardinería Victoriana, que usaba en demasía plantas tropicales crecidas en invernaderos. Estaba en contra de los rosedales estándar, estatuaria, jardines italianos, y otros artificios comunes en la jardinería de la época. Las prácticas de una jardinería moderna introducidas primero por Robinson incluía: uso de plantas alpinas en rocallas; densas plantaciones de perennes y cubreterreno para no expner suelo desnudo; uso de plantas perennes y nativas; y plantaciones bien extensas con carácter silvestre.

## Vida y carrera

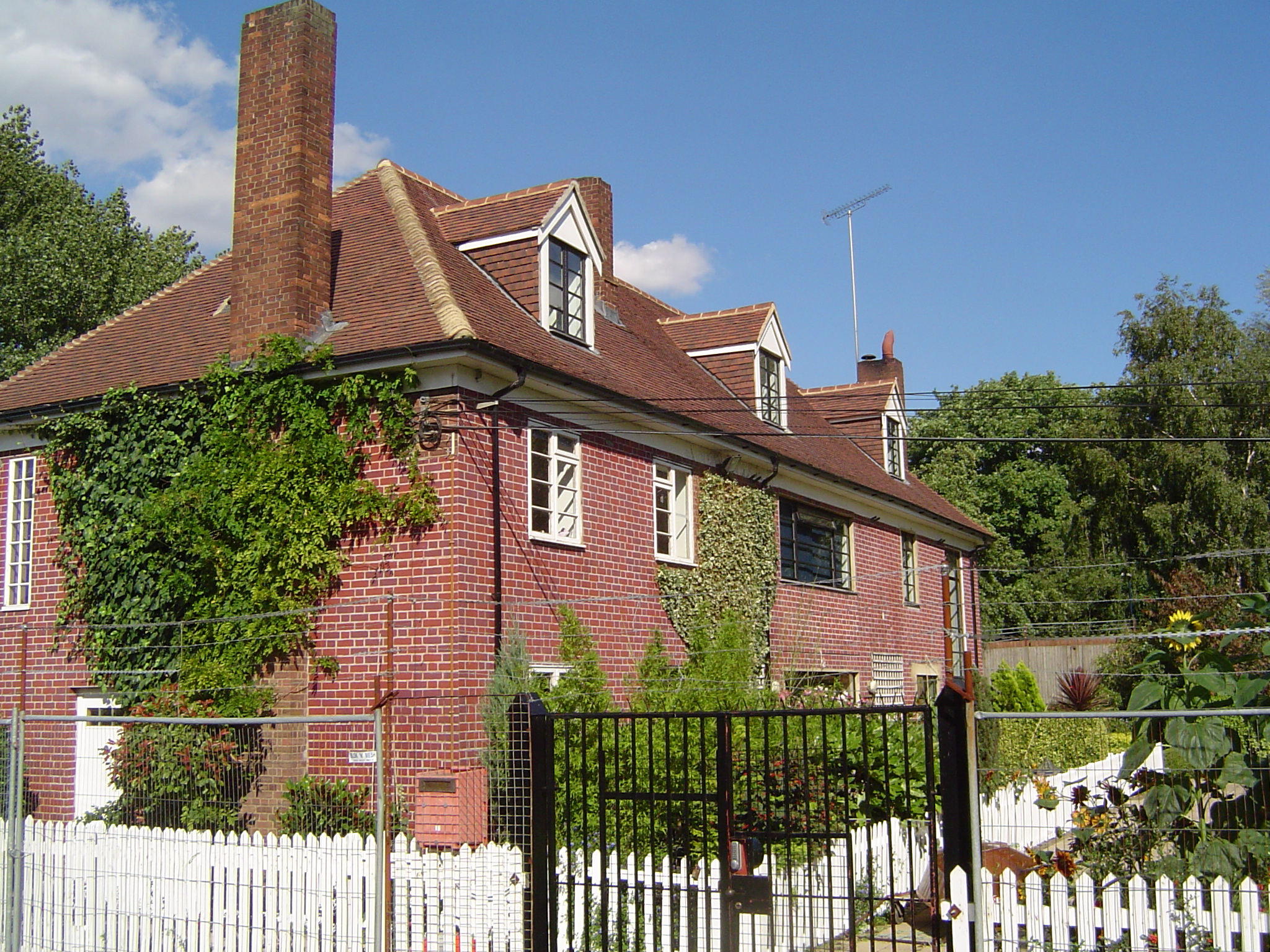
"A Devonshire Cottage Garden, Old Ford, East London

Robinson comienza su carrera de jardinería en la propiedad de un barón irlandés en Ballykilcannan, Hunt Johnson-Walsh, y se lo pone a cargo de un importante número de invernaderos a los 21. A resultas de una disputa, una fría noche de invierno de 1861, es echado, habiendo destruido valiosas plantas. Robinson se va a Dublín a la mañana siguiente, y con la influencia de David Moore, jefe del Jardín botánico de Glasnevin, y amigo de la familia, lo ayuda a encontrar trabajo en los Jardines Botánicos de Regent's Park, de Londres, haciéndose responsable de las plantas herbáceas, especializándose en las británicas.
Para esa época, los Jardines de Kensington de la Real Sociedad de Horticultura ya se estaban diseñando y plantando con vastas cantidades de flores de invernadero en plantaciones en masa. Robinson reflexiona que "no es difícil de entender que este es un "arte" falso y espantoso." Pero a su vez, esas obras con plantas nativas británicas le permitieron crear completamente distintos escenarios, pero con las mismas especies nativas.

### Escritos
En 1866 deja Regent's Park para escribir para The Gardener's Chronicle y para el The Times, y representar a la firma líder en horticultura: Viveros Veitch en la Exposición Universal de París (1867). Es electo miembro de la Sociedad linneana de Londres a los 29, esponsoreado por Darwin, y arranca escribiendo muchas publicaciones: Gleanings from French Gardens, 1868; The Parks, Gardens, & Promenades of Paris, 1869; Alpine Flowers for Gardens, The Wild Garden, 1870. En 1871 lanza su propia Revista de Jardinería: The Garden, que con el tiempo incluiría contribuciones de notables como John Ruskin, Oliver Wendell Holmes, Gertrude Jekyll, William Morris, Dean Hole, Canon Ellacombe, James Britten.
Sus más influyentes libros fueron The Wild Garden, que lo hizo reputado y le permitió comenzar con su Revista The Garden; y The English Flower Garden, 1883, que revisa de edición en edición e incluía contribuciones de su amiga de años Gertrude Jekyll, entre otros. Ella más tarde edita The Garden por un par de años y contribuye con muchos artículos a sus publicaciones, incluyendo Gardening Illustrated (de 1879). 
Él se encuentra primero con Jekyll en 1875, acordando en sus principios de diseño, y manteniendo una estrecha amistad y una asociación profesional por más de 50 años. Él la ayuda en su jardín de Munstead Wood; y es ella la proveedora de plantas para el jardín de Robinson, de Gravetye Manor. Jekyll escribe de Robinson que:
...cuando la jardinería inglesa estaba representada por innatas futilidades del sistema "bedding", con sus vulgares repeticiones y coloreo inarmónimo, el Sr William Robinson elegía para sus obras los mismos tesoros que otros hacían yacer negligentemente. No cabe dudas que si hay alguien que ha clarificado el conocimiento sobre las plantas nativas silvestres, asegurando hoy que la "bedding manía" está virtualmente muerta.
Robinson también publica God's Acre Beautiful or The Cemeteries of The Future, donde aplica su estética de jardinería a las parroquias y cementerios. Además hizo campaña para hacer notar las ventajas de la cremación frente al entierro.

### Gravetye Manor
Con su exitosa carrera de escritor, n 1884 Robinson fue capaz de adquirir la Elizabethan Manor de Gravetye, cerca de East Grinstead en Sussex, con cerca de ochenta hectáreas de ricas pasturas y arboledas. Su registro de plantaciones y cuidados se publican como Gravetye Manor, or Twenty Years of the Work round an old Manor House (1911). Gravetye sería la demostración de muchas ideas prácticas de Robinson acerca de un estilo más natural de jardinería. Luego compraría más propiedad para llegar a 405 ha.
- La abreviatura «Rob.» se emplea para indicar a William Robinson como autoridad en la descripción y clasificación científica de los vegetales.[12]

### Google books
Textos completos de las siguientes obras de Robinson están disponibles en Google books (el año muestra la fecha de publicación de una edición particular).
- Flora alpina para Jardines ingleses (1870) en Google Libros
- Miradas a los Jardines franceses (1869) en Google Libros
- Bellas hectáreas de Dios, O, los Cementerios del Futuro (1883) en Google Libros
- El Jardín Inglés de Flores (1895) en Google Libros
- El Bello Jardín (1907) en Google Libros
- Parques y Jardines de París (1883) en Google Libros
- El Jardín Silvestre (1903) en Google Libros
- Parques, Paseos y Jardines de París (1878) en Google Libros

### Otras
- History of Horticulture website: William Robinson
- Archivos de Robinson en el Registro Nacional de Archivos del RU

- Datos: Q4992239
- Multimedia: William Robinson (gardener) / Q4992239
- Especies: William Robinson